# Ксанти (областна единица)
Ксанти (на гръцки: Νομός Ξάνθης, Номос Ксантис) е ном в Република Гърция, част от областта Източна Македония и Тракия. На север номът граничи с Република България, на запад с номите Драма и Кавала, на изток с ном Родопи, а на юг с Егейско море. Ном Ксанти заедно с ном Родопи и ном Еврос образува гръцката част от Тракия - Западна Тракия. Площ – 1793 km², население – 101 010 жители. Център на нома е град Ксанти (Ξάνθη).
23 000 от жителите на ном Ксанти са българоговорещи мюсюлмани, които имат предимно турско самосъзнание. Гърците, местни и потомци на бежанци от Източна Тракия, заселени в областта през 20-те години на 20 век, са съсредоточени главно в самия град Ксанти, в който има голяма колония от българи-християни от Костурско.

## Деми и общини
| Дем                     | Статистически код | Център                  | Пощенски код | Телефонен код |
| ----------------------- | ----------------- | ----------------------- | ------------ | ------------- |
| Абдера                  | 3901              | Абдера                  | 670 61       | 25410-5       |
| Кръстополе (Ставруполи) | 3909              | Кръстополе (Ставруполи) | 670 52       | 25420-2       |
| Мустафчово (Мики)       | 3905              | Мустафчово (Мики)       | 671 00       | 25410-2 до 7  |
| Топирос                 | 3910              | Инанли (Евлало)         | 672 00       | 25410-4       |
| Вистонида               | 3902              | Йенидже (Йенисея)       | 670 64       | 25410-8       |
| Ксанти (Скеча)          | 3906              | Ксанти (Скеча)          | 671 00       | 25410-2 до 7  |
| Община                  | Статистически код | Център                  | Пощенски код | Телефонен код |
| Козлуджа (Котини)       | 3904              | Козлуджа (Котини)       | 673 00       | 25540-2       |
| Кетенлик (Сатре)        | 3907              | Кетенлик (Сатре)        | 673 00       | 25540-2       |
| Гьокчелер (Селеро)      | 3908              | Гьокчелер (Селеро)      | 671 00       | 25410-2       |
| Лъджа (Терме)           | 3903              | Лъджа (Терме)           | 673 00       | 25540-2       |